# 스키베시

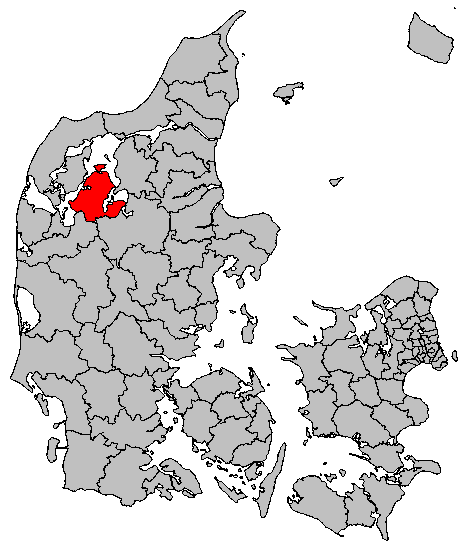
스키베 시의 위치

스키베시(덴마크어: Skive Kommune)는 덴마크 중앙윌란 지역에 위치한 지방 자치체로 행정 중심지는 스키베이며 면적은 688.09km2, 인구는 46,938명(2014년 4월 1일 기준)이다. 윌란반도 북서부에 위치한다.